# Stephen Rerych
Stephen Rerych (né le 14 mai 1946 à Philadelphie) est un nageur américain. Lors des Jeux olympiques d'été de 1968 disputés à Mexico il remporte deux médailles d'or au relais 4 x 100 m nage libre, battant au passage le record du monde et au relais 4 x 200 m nage libre. Après des études de médecine, il est devenu chirurgien à Asheville puis en Virginie-Occidentale.

## Palmarès
- médaille d'or au relais 4 x 100 m nage libre de natation aux Jeux olympiques de Mexico en 1968
- médaille d'or au relais 4 x 200 m nage libre de natation aux Jeux olympiques de Mexico en 1968